# Charlon Kloof
Charlon Kloof (Paramaribo, 20 maart 1990) is een Surinaams-Nederlands basketballer. Hij speelt anno 2015 voor MZT Skopje in Noord-Macedonië. Kloof is geboren in Suriname, maar komt internationaal voor Nederland uit.

## Nationaal team
Kloof maakte tijdens het All-Star Gala 2015 zijn debuut voor het Nederlands basketbalteam. Kloof speelde mee op het EK 2015, waar hij een van de dragende krachten was voor Oranje. Kloof scoorde gemiddeld 16.2 punten per wedstrijd.